# Filip z Gortyny
Filip z Gortyny (ur. ? w Pergamonie, zm. ok. 180) – święty katolicki, biskup.
Był biskupem w ówczesnej stolicy Krety Gortyny i kontynuatorem Świętego Tytusa, występował w obronie Kościoła przed heretykami.
Jego wspomnienie obchodzone jest 11 kwietnia.